# Impulse! Records

Logo

Impulse! Records is een Amerikaans platenlabel voor jazz dat in 1960 gelanceerd werd door platenproducent Creed Taylor als een aanvulling op ABC Records te New York. De meeste Impulse!-albums werden geproduceerd door Bob Thiele, die bij het bedrijf kwam nadat Creed Taylor het verruild had voor Verve Records. Bob Thiele werd geassisteerd door geluidstechnicus Rudy Van Gelder. Blijkbaar was het John Coltrane die erop aandrong dat Creed Taylor Rudy Van Gelder terug zou laten komen; John Coltrane was het eerste grote contract bij Impulse! Records en het label werd achteraf bekend als "het huis dat Trane bouwde".
Impulse! Records staat bekend om hun opmerkelijke ontwerp, gedomineerd door zwart en oranje op de achterkant van de hoes en op het platenetiket. Op de achterkant van Impulse! Records LP's ontbrak vaak een informatief verhaaltje dat andere jazzlabels zo kenmerkte, maar in plaats daarvan koos men voor een opmerkelijk dun ontwerp met de leus "De Nieuwe Jazzgolf Berust op een IMPULSE!". Het bedrijf staat voornamelijk bekend als een free jazz-label, dat werken uitbrengt van onder andere
- Albert Ayler (1936-1970 - saxofonist/zanger/componist)
- Marion Brown (1935 - altsaxofonist/ etnomusicoloog)
- John Coltrane (1926-1967 - saxofonist/componist)
- Charles Mingus (1922-1979) - bassist/componist/bandleider)
- Pharoah Sanders (1940 - saxofonist)
- Archie Shepp (1937 - saxofonist)

en ook van mainstream-muzikanten zoals Freda Payne (1945 - zangeres/actrice).

Tijdens de jaren zestig gaven ze daarnaast muziek uit van
- Ray Charles (1930-2004 - pianist)
- Duke Ellington (1899-1974 - bandleider/componist/pianist)
- Paul Gonsalves (1920-1974 - saxofonist)
- Chico Hamilton (1921 - drummer)
- Lionel Hampton (1908-2002 - percussionist/bandleider)
- Coleman Hawkins (1904-1969 - tenorsaxofonist
- Freddie Hubbard (1938 - trompettist)
- Milt Jackson (1923-1999 - vibrafonist)
- J.J. Johnson (1924-2001 - arrangeur/componist/trombonist)
- Quincy Jones (1933-2024 - trompettist (o.a.))
- Yusef Lateef (1920 - tenorsaxofonist/fluit)
- Oliver Nelson (1932-1975 - componist/klarinettist/saxofonist)
- Max Roach (1924 - componist/drummer/percussionist)
- Sonny Rollins (1930 - tenorsaxofonist)
- Shirley Scott (1934-2002 - organiste/pianiste)
- Sonny Stitt (1924-1982 - saxofonist)
- Gabor Szabo (1936-1982 - gitarist)
- Clark Terry (1920 - trompettist)
- Kai Winding (1922-1983 - trombonist)

Van 1971 tot 1976 heeft Keith Jarrett met zijn American Quartet — bestaande uit Gato Barbieri (1934 - tenorsaxofoon), Charlie Haden (1937 - contrabas), Paul Motian (1931 - drums/percussie) en Dewey Redman (1931-2006 - saxofoon) — een reeks albums op het label opgenomen, maar ABC Records bleef de heruitgaven van klassieke albums uitbesteden totdat het bedrijf in 1979 werd verkocht aan MCA Records.
De naam van het label nieuw leven inblazen voor nieuwe opnames, bleek maar van korte duur. Impulse! is nu eigendom van Universal Music Group's Verve Records en brengt welhaast uitsluitend nog heruitgaven op de markt. Desondanks heeft Impulse! onlangs nog nieuwe opnames uitgebracht van hen die historische banden met het label hadden, waaronder jazzpianist McCoy Tyner en Alice Coltrane (de weduwe van John). Ook heeft Impulse! werk van mainstream artiesten en commerciële artiesten als Diana Krall uitgebracht.